# Palacio de La Chamberga
El Palacio de La Chamberga es una Casa-palacio que se encuentra ubicada en la localidad de Santillana del Mar, en Cantabria, España. Y está incluida en la Lista Roja del Patrimonio.

## Descripción
El Palacio de La Chamberga es una Casa-palacio construida con semejanza a la Casona de Sánchez de Tagle. Fue realizada con la fisonomía y con una utilidad del entorno agrícola. Entre su estructura se incluyen hastiales escalonados en la parte delantera superior. Esto hace referencia a algunos palacios del siglo XVI. Entre otros palacios del mismo estilo nos encontramos con el Palacio de Quintana de Oreña, así como también con el de Bustamante de Caranceja y finalmente con el Palacio de Quirós ubicado en Santillana al igual que el Palacio de La Chamberga. Se puede decir que la arquitectura del Palacio de La Chamberga es sobria y armónica. El palacio tiene una planta rectangular. Se ha utilizado en su construcción una estructura de piedra de mampostería. De la misma forma se ha incluido sillería en sus esquinas. En la entrada cuenta con un zaguán.
Actualmente, el estado del palacio es de total abandono. De hecho, su fachada principal se ha derrumbado casi en su totalidad. El Palacio de La Chamberga ha sido incluido en la Lista Roja del Patrimonio por parte de la asociación Hispania Nostra. Esta lista se encuentra conformada por alrededor de 800 monumentos de España, estos monumentos pueden desaparecer de no tomarse acciones inmediatamente.
El palacio se encuentra ubicado en la localidad de Santillana del Mar, en Cantabria, España. Esta edificación está ubicada en el campo y alejada del centro de Santillana aunque pertenece al núcleo de esta localidad.

## Historia
Sobre el año 2023, esta edificación cuenta con más de 400 años de historia. Pertenece al periodo histórico de la Edad Moderna y más específicamente a la Época del siglo XVII.Y conserva la fisonomía del entorno agrícola. Esta construcción ha sido incluida entre los 109 palacios más viejos de Cantabria.